# Setoplectus gerlachi
Setoplectus gerlachi är en rundmaskart som beskrevs av Vitiello 1971. Setoplectus gerlachi ingår i släktet Setoplectus och familjen Haliplectidae. Inga underarter finns listade i Catalogue of Life.